# Adolf Müller (zápasník)
Adolf Müller (11. dubna 1914 – 7. července 2005) byl švýcarský zápasník. V roce 1948 na olympijských hrách v Londýně vybojoval bronzovou medaili v pérové váze. Ve stejné kategorii nastoupil i v zápase řecko-římském, ale po prvním kole byl diskvalifikován kvůli váze.